# Vähäkyrö
Koordinaten: 63° 4′ N, 22° 6′ O

Wappen von Vähäkyrö

Die ehemalige Gemeinde Vähäkyrö [ˈʋæɦæˌkyrø] (schwedisch: Lillkyro) liegt bei Vaasa in Finnland in der Landschaft Österbotten und gehörte zur Verwaltungsgemeinschaft Kyrönmaa. Vähäkyrö wurde 2013 nach Vaasa eingemeindet und gehört damit zur Verwaltungsgemeinschaft Vaasa.
Der Ort bedeckt eine Fläche von 177,68 km2, davon sind 1,99 km2 Binnenwasserfläche. Die ehemals selbstständige Gemeinde hatte die Gemeindenummer 942. Zum Zeitpunkt der Auflösung der Gemeinde am 31. Dezember 2012 hatte sie 4.727 Einwohner, die Bevölkerungsdichte betrug 26,9 Ew./km².
Die Besiedlung erstreckt sich auf einem gleichmäßigen Streifen zu beiden Seiten des sehr fischreichen Flusses Kyrönjoki und konzentriert sich in den Ortsteilen Kirkonkylä (Kirchdorf), Merikaarto und Tervajoki.
Das Dorf ist umgeben von Feldern sowie einem Wald, in dem man Überreste eiszeitlicher Besiedlung fand. 

## Geschichte
Die ersten Bewohner ließen sich zu Beginn unserer Zeitrechnung in der Gegend nieder, als das Land sich langsam aus dem Meer zu heben begann. Als die Küstenlinie zurückwich, nahmen die Menschen nach und nach das neue Land in Besitz, wobei sie ihre alten Seehandelsverbindungen weiter aufrechterhielten. Davon zeugen die reichlichen prähistorischen Grabfunde, beispielsweise eine Weinkelle, die im Jahr 100 n. Chr. im römischen Capua hergestellt wurde und im 4. Jahrhundert n. Chr. als Grabbeigabe diente, oder arabische Münzen, die aus dem 9. Jahrhundert stammen.
Vähäkyrö wurde im Jahre 1607 selbständig und erhielt 1610 seine erste Kirche. Die heutige Kirche wurde 1803 fertiggestellt, der Glockenturm jedoch bereits 1767.
Die Geschichte von Vähäkyrö wird im Heimat- und im Blechschmiedemuseum dargestellt.

## Töchter und Söhne der Gemeinde
- Erik Tulindberg (* 1761; † 1814), der erste finnische Komponist klassischer Musik
- Anni-Linnea Alanen (* 2002), Speerwerferin